# Beardfish
Beardfish ist eine schwedische Progressive-Rock-Band. Stilistischer Ausgangspunkt der Band ist der Retro-Prog, hinzu kommen weitere Einflüsse aus tradierten und zeitgemäßen Musikrichtungen und besonders auch Humor als Stilelement.

## Geschichte
Die Band wurde 2001 von David Zackrisson und Songwriter Rikard Sjöblom gegründet und von den Schulfreunden Magnus Östgren und Robert Hansen vervollständigt. Auf dem Debüt-Album Från en plats du ej kan se... (deutsch: Über einen Ort, den du nicht sehen kannst) wirkte Stefan Aronsson als fünftes Mitglied mit. Schnell erhielt die Band die Möglichkeit, als Begleit-Act der anerkannten Bands Paatos und Anekdoten Live-Erfahrung zu sammeln.
Mit der Veröffentlichung des ambitionierten zweiten Albums The Sane Day – es wurde in Eigenregie als Doppelalbum produziert und enthielt nur noch englischsprachige Songtexte und Titel – zielte man auf einen internationalen Markt ab. Nicht ohne Erfolg: das deutsche Label InsideOut Music, seinerseits spezialisiert auf Veröffentlichungen im Bereich Progressive Rock, nahm die Band unter Vertrag.
In der jüngeren Zeit kam es vermehrt zu gemeinsamen Tourneen mit der schwedisch-britischen Supergroup The Tangent. Nach Umbesetzungen in letzterer Band waren zwischendurch alle vier Mitglieder von Beardfish Teil der achtköpfigen Besetzung von The Tangent. Beardfish bestand allerdings davon unabhängig weiter und konnte weitere Bekanntheit durch Auftritte wie auf dem renommierten NEARfest sammeln. Mit dem Bankrott von SPV, Mutterkonzern und Vertrieb des InsideOut-Labels, kam es 2009 zu einem Rückschlag: Gemeinsam mit Pain of Salvation musste man die Teilnahme an der amerikanischen Progressive-Nation-Tour mit den Bands Dream Theater und Zappa Plays Zappa absagen.
Am 11. Juli 2016 gab die Band auf ihrer Website ihre Auflösung bekannt.

## Comeback Ankündigung und neues Album
Im November 2023 veröffentlichte die Band auf ihrer Facebook-Seite aktuelle Fotos aus dem Studio, zudem kündigte die Band erstmals nach Jahren Auftritte im Jahr 2024, sowie ein neues Album an. Im Juli 2024 traten sie dann unter anderem auf dem letzten Night-of-the-Prog-Festival auf der Freilichtbühne Loreley in Deutschland auf. Am 1. November desselben Jahres veröffentlichte die Band mit Songs for Beating Hearts ein neues Studioalbum.

## Stil
Sounds und kompositorische Mittel sind an unterschiedliche Ausprägungen des Progressive Rocks der 70er Jahre angelehnt, was die Einordnung der Band als Retro-Prog nahelegt. Songwriter Sjöblom gibt Gentle Giant und Frank Zappa als Haupteinflüsse an. Des Weiteren scheinen insbesondere schwedische Bands wie Kaipa sowie der leichte, jazzige Sound der Canterbury-Szene als Einflüsse durch. An Einflüssen außerhalb des Progressive Rock werden Elton John, Radiohead und Musicals genannt.
Die Alben sind, mit Ausnahme des Debütalbums und des 2009 erschienenen Destined Solitaire, von einem losen Konzept durchzogen. Mit den beiden Teilen der Sleeping-in-Traffic-Saga etwa versucht man sich an der Abbildung von 24 Stunden aus dem Leben eines Menschen. Ähnlich wie bei The Tangent sind diese Konzepte mitunter mit einer ironischen Brechung versehen.
Die Tendenz zur Verbindung von Theatralik mit Humor und Ironie bestimmt vor allem die zugrunde liegenden Konzepte, Texte und Songtitel (In Real Life There Is No Algebra), findet gelegentlich aber auch musikalische Entsprechungen. So enthält das 35-minütige Titelstück von Sleeping in Traffic: Part Two etwa eine Anspielung auf den Bee-Gees-Welterfolg Stayin' Alive.

## Diskografie
- 2003: Fran en plats du ej kan se
- 2006: The Sane Day
- 2007: Sleeping in Traffic: Part One
- 2008: Sleeping in Traffic: Part Two
- 2009: Destined Solitaire
- 2011: Mammoth
- 2012: The Void
- 2015: +4626-Comfortzone
- 2024: Songs for Beating Hearts